# 安德魯冰川
63°53′S 59°40′W / 63.883°S 59.667°W

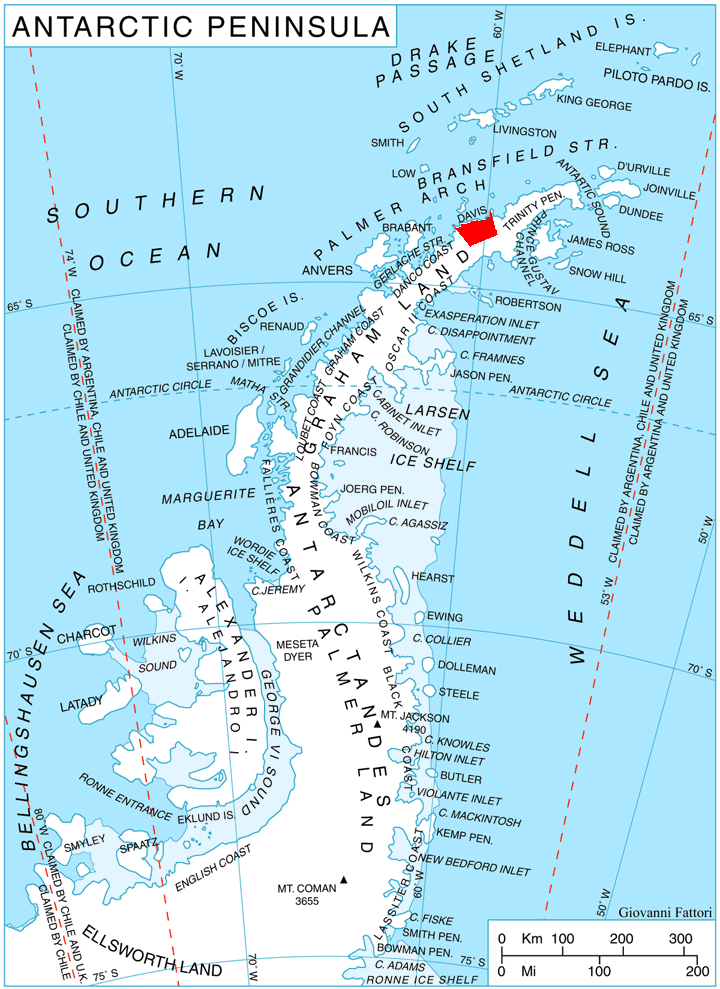

安德魯冰川是南極洲的冰川，位於葛拉漢地北部，長6公里，最終在韋布斯特峰以西注入夏科灣，該冰川被英國測量隊繪入地圖。